# Achenium
Achenium é um género de besouro pertencente à família Staphylinidae.
O género foi descrito pela primeira vez por Leach em 1819.
As espécies deste género são encontradas na Europa.
Espécies:
- - Achenium aequatum Erichson, 1840
  - Achenium anatolicum
  - Achenium andalusiacum
  - Achenium baeticum
  - Achenium basale
  - Achenium brevipenne
  - Achenium caucasicum
  - Achenium chaouiense
  - Achenium chinense
  - Achenium cordicapitum
  - Achenium cribriceps
  - Achenium debile
  - Achenium depressum
  - Achenium haemorrhoidale
  - Achenium hartungii
  - Achenium hispanicum
  - Achenium humile (Nicolai, 1822)
  - Achenium impressiventre
  - Achenium inuus
  - Achenium israelicum
  - Achenium italicum
  - Achenium jejunum
  - Achenium kazakhicum
  - Achenium lakloukense
  - Achenium lucifugum
  - Achenium maroccanum
  - Achenium myops
  - Achenium nigriventre
  - Achenium normandianum
  - Achenium nuragicum
  - Achenium omissum
  - Achenium peyerimhoffi
  - Achenium picinum
  - Achenium planum
  - Achenium propontiacum
  - Achenium quadriceps
  - Achenium richteri
  - Achenium roii
  - Achenium rufotestaceum
  - Achenium rufulum
  - Achenium sanctum
  - Achenium scimbalioides
  - Achenium seditiosum
  - Achenium striatum
  - Achenium subcaecum
  - Achenium sumakowi
  - Achenium tectum
  - Achenium tenellum
  - Achenium tingitanum
  - Achenium transversiceps
  - Achenium turcicum
  - Achenium vaucheri
  - Achenium vitalyi
  - Achenium volcanus